# Nick Hall
Nicholas M. „Nick“ Hall (* 19. September 1970) ist ein neuseeländischer Badmintonspieler.

## Karriere
Nick Hall gewann bei den Commonwealth Games 1994 Bronze im Einzel und 1998 Bronze mit dem neuseeländischen Männerteam. Vier Jahre später erkämpfte er sich erneut Bronze mit dem gemischten Team seines Landes. 1990 siegte er bei den New Zealand Open, 1997 gewann er die Ozeanienmeisterschaft. Bei der Ozeanienmeisterschaft holte er noch einmal Silber im Herreneinzel.

## Sportliche Erfolge
| Saison | Veranstaltung          | Disziplin    | Platz | Name                       |
| ------ | ---------------------- | ------------ | ----- | -------------------------- |
| 1990   | New Zealand Open       | Herreneinzel | 1     | Nicholas Hall              |
| 1990   | New Zealand Open       | Herrendoppel | 1     | Dean Galt / Nicholas Hall  |
| 1994   | Commonwealth Games     | Herreneinzel | 3     | Nicholas Hall              |
| 1995   | Auckland International | Herreneinzel | 1     | Nicholas Hall              |
| 1997   | New Zealand Open       | Herreneinzel | 1     | Nicholas Hall              |
| 1997   | Ozeanienmeisterschaft  | Herreneinzel | 1     | Nicholas Hall              |
| 1998   | Commonwealth Games     | Team         | 3     | Neuseeland                 |
| 1998   | Waikato International  | Herreneinzel | 1     | Nicholas Hall              |
| 1998   | Auckland International | Herreneinzel | 2     | Nicholas Hall              |
| 1998   | Auckland International | Herrendoppel | 2     | Anton Gargiulo / Nick Hall |
| 2000   | Auckland International | Herreneinzel | 2     | Nick Hall                  |
| 2000   | Auckland International | Herrendoppel | 3     | Nick Hall / Jarrod King    |
| 2001   | Auckland International | Mixed        | 2     | Nick Hall / Tammy Jenkins  |
| 2002   | Ozeanienmeisterschaft  | Herreneinzel | 2     | Nicholas Hall              |
| 2002   | Commonwealth Games     | Team         | 3     | Neuseeland                 |